# 붉은산양
붉은산양(Capricornis rubidus)은 소과 시로속에 속하는 포유류의 일종이다. 버마 지역이 원산지이다. 한때는 수마트라산양의 아종으로 간주했다. 붉은산양은 인도 북부 지역, 브라마푸트라강의 남부 구릉 지대에 널리 분포한다.